# 姜家坡站
姜家坡站是蓝烟铁路的一座铁路车站，位于山東省青岛市即墨区段泊岚镇，业务性质为四等站，邮政编码为266233。车站位于蓝烟线K23+844处，坐落在方戈庄村东，北距姜家坡村2.5千米。1953年6月开工建站，1955年5月1日开始使用，1956年7月1日正式营业，按技术作业为中间站，站内面积1705平方米。

## 业务办理
不办理旅客乘降，行李，包裹托运。货运办理整车到发，危险货运办理农药化肥到发。